# 塊炭飴

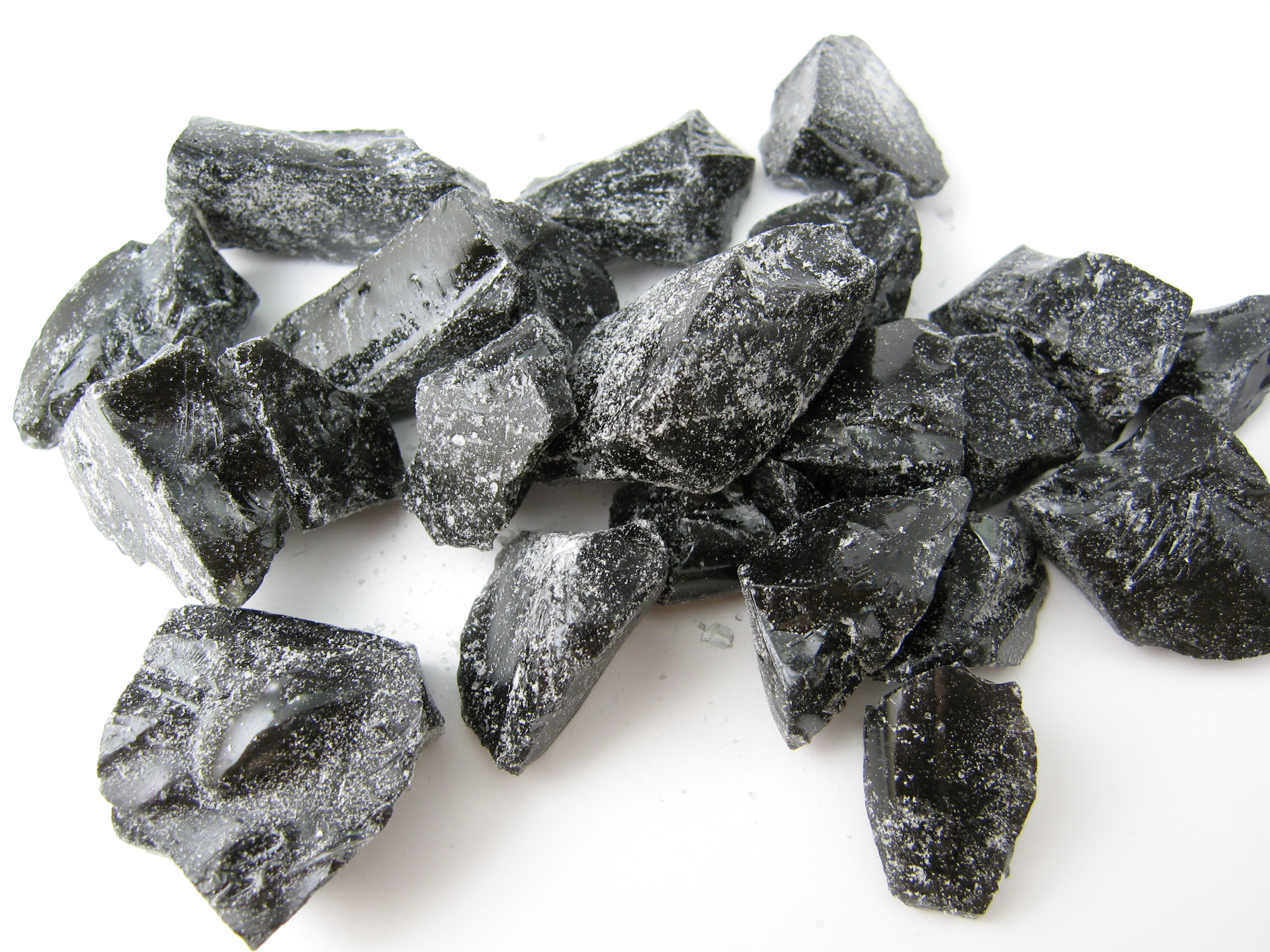
塊炭飴（石川商店）

塊炭飴（かいたんあめ）は、北海道赤平市名産の飴である。1932年から赤平市茂尻の有限会社石川商店（いしかわしょうてん）が製造している。
赤平市はかつて炭鉱の街であり、そこで産出される石炭は高品位でカロリーの高いものだった。塊炭飴は石炭の塊炭（かいたん）を模して作られたものである。
水飴に天然ニッキ油を混ぜて固めたものを、石炭の塊状に砕いて製造する。甘味は北海道特産のビート糖を使っており、ビート由来のやわらかな甘味と風味、そしてニッキの刺激が特徴である。飴の黒色には食墨と合成着色料を使用している。炭鉱が盛んであった戦前から、現在まで変わらない製法で作り続けられている。
なお、当製品の製造元である石川商店では、ロックパンなども製造している。

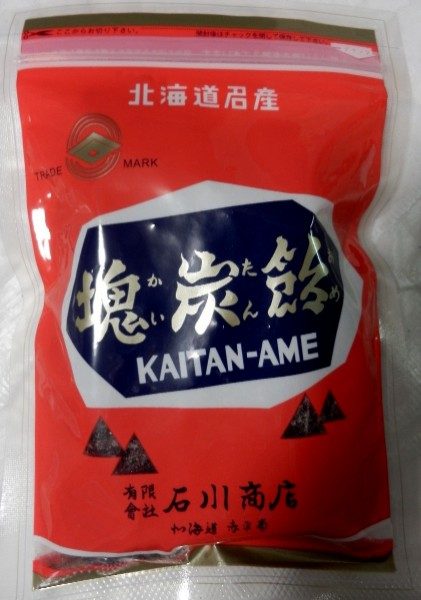
商品外見